# زینینو
زینینو (انگلیسی: Zinino) یک شهرک در منطقه شهری اوفای جمهوری باشقیرستان در کشور روسیه است.